# Acacia pinnata
Acacia pinnata é uma espécie de leguminosa do gênero Acacia, pertencente à família Fabaceae.